# Diocesi di Vigevano

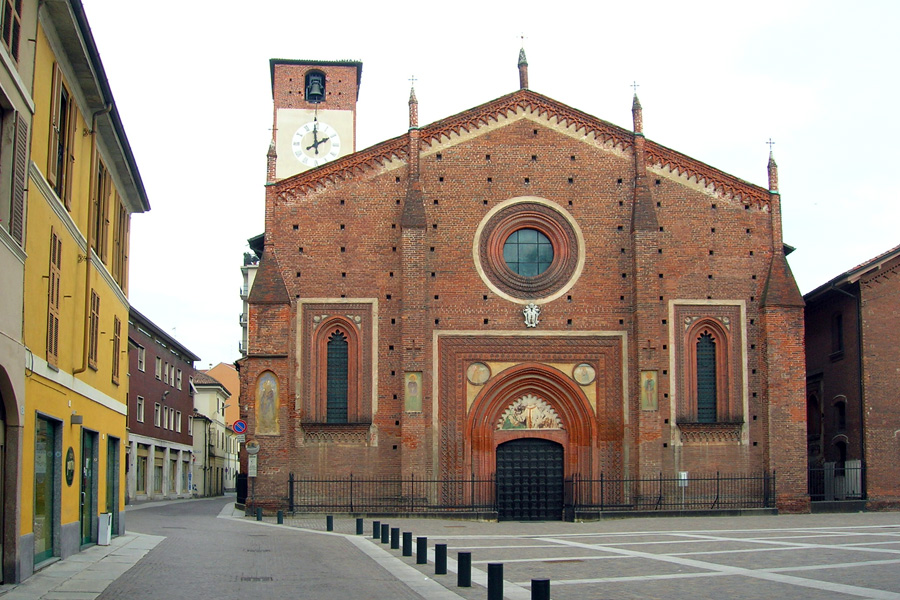
La basilica minore di San Lorenzo di Mortara.

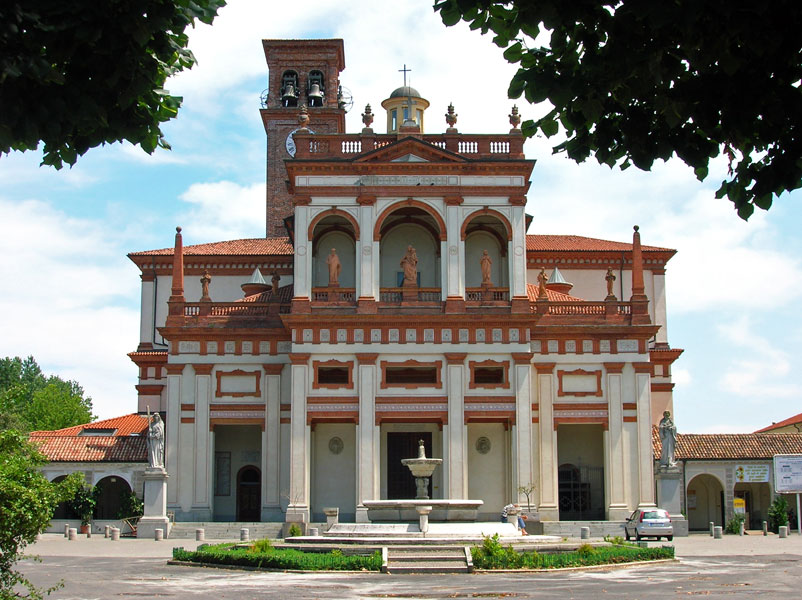
Il santuario della Madonna della Bozzola a Garlasco, compatrona della diocesi.

La diocesi di Vigevano (in latino Dioecesis Viglevanensis) è una sede della Chiesa cattolica in Italia suffraganea dell'arcidiocesi di Milano appartenente alla regione ecclesiastica Lombardia. Nel 2022 contava 178.650 battezzati su 187.330 abitanti. È retta dal vescovo Maurizio Gervasoni.

## Santi patroni
I santi patroni della diocesi sono Sant'Ambrogio e San Carlo Borromeo, mentre la Madonna della Bozzola è la compatrona.

## Territorio
La diocesi comprende gran parte della Lomellina, in provincia di Pavia. Confina a nord con la diocesi di Novara; a est con l'arcidiocesi di Milano e la diocesi di Pavia; a sud con la diocesi di Tortona e la diocesi di Alessandria; a ovest con la diocesi di Casale Monferrato e l'arcidiocesi di Vercelli. Nel territorio di quest'ultima si trova un'exclave della diocesi di Vigevano, costituita dalla parrocchia di Rosasco.
Sede vescovile è la città di Vigevano, dove si trova la cattedrale di Sant'Ambrogio. A Mortara sorge la basilica minore di San Lorenzo. Tra i molti santuari presenti in diocesi, si ricordano in particolare: il santuario della Madonna della Bozzola a Garlasco, compatrona della diocesi; il santuario della Madonna di Pompei a Vigevano, riconosciuto come santuario diocesano della famiglia; e il santuario del Sacro Cuore alle Sacramentine a Vigevano, riconosciuto come santuario diocesano dell'eucaristia.

### Vicariati e parrocchie
Il territorio si estende su 1.509 km² ed è suddiviso in 91 parrocchie, raggruppate in 5 vicariati:
- il vicariato urbano comprende 17 parrocchie appartenenti al territorio comunale di Vigevano;
- il vicariato di Cava Manara comprende 16 parrocchie nei comuni di Carbonara al Ticino, Cava Manara, Dorno, Mezzana Rabattone, Pieve Albignola, San Martino Siccomario, Sommo, Travacò Siccomario, Villanova d'Ardenghi e Zinasco;
- il vicariato di Garlasco comprende 12 parrocchie nei comuni di Alagna, Borgo San Siro, Gambolò, Garlasco, Gropello Cairoli, Tromello e Zerbolò;
- il vicariato di Mede comprende 23 parrocchie nei comuni di Breme, Ferrera Erbognone, Frascarolo, Galliavola, Gambarana, Lomello, Mede, Mezzana Bigli, Pieve del Cairo, Sannazzaro de' Burgondi, Sartirana Lomellina, Scaldasole, Semiana, Suardi, Torre Beretti e Castellaro, Valle Lomellina, Villa Biscossi;
- il vicariato di Mortara e Cassolnovo comprende 23 parrocchie nei comuni di Albonese, Cassolnovo, Castello d'Agogna, Ceretto Lomellina, Cergnago, Cilavegna, Gravellona Lomellina, Mortara, Nicorvo, Olevano di Lomellina, Ottobiano, Parona, Rosasco, San Giorgio di Lomellina, Sant'Angelo Lomellina, Valeggio, Velezzo Lomellina e Zeme.

## Istituti religiosi
Nel 2018 la diocesi ospita le seguenti comunità religiose:
Istituti religiosi maschili
- Cappuccini (Vigevano)
- Dottrinari (Vigevano)
- Congregazione della Sacra Famiglia (Garlasco)

Istituti religiosi femminili
- Suore domenicane di Santa Caterina da Siena (Vigevano)
- Figlie di Gesù Buon Pastore (Vigevano)
- Suore di Maria Santissima Consolatrice (Garlasco)
- Suore missionarie dell'Immacolata Regina della Pace (Bozzola di Garlasco, Mortara, Sannazzaro, Sartirana, Vigevano)
- Adoratrici perpetue del Santissimo Sacramento (Vigevano)
- Adoratrici eucaristiche secolari (Vigevano)

## Storia
La diocesi fu eretta da papa Clemente VII il 16 marzo 1530 con la bolla Pro excellenti, ricavandone il territorio dalle diocesi di Novara e di Pavia. Originariamente comprendeva soltanto tre parrocchie (Vigevano, Mortara e Gambolò) ed era suffraganea dell'arcidiocesi di Milano. La diocesi si ingrandì nel 1532 con l'erezione di altre due parrocchie in città, e nel 1535 con l'annessione dell'abbazia di Santa Maria di Acqualunga, in precedenza appartenente alla diocesi di Pavia. L'erezione di una diocesi era stata richiesta dal duca di Milano Francesco II Sforza per "nobilitare" Vigevano, che era diventata una delle sedi della Corte dalla fine del Quattrocento; con la stessa bolla di erezione gli Sforza ottennero anche il patronato della diocesi.
Il primo vescovo fu Galeazzo Pietra, che fece il suo ingresso solenne il 6 dicembre 1530 e che ben presto istituì il capitolo dei canonici della cattedrale. Il suo successore, e nipote, Maurizio Pietra, in ottemperanza alle decisioni del concilio di Trento, indisse nel 1572 il primo sinodo diocesano ed eresse il 1º gennaio 1566 il seminario vescovile, rifondato da Pier Marino Sormani nel 1695.
Nel Seicento la diocesi fu governata da una serie di vescovi di origine spagnola: la bolla di erezione riconosceva espressamente il diritto di patronato dei duchi di Milano, all'epoca i re di Spagna. Alcuni di essi furono assenti dalla vita della diocesi; altri invece si distinsero per la serietà nella cura pastorale. Particolare rilievo nella vita culturale dell'Europa del tempo l'ebbe il vescovo Juan Caramuel y Lobkowitz, acceso polemista e accanito antigiansenista.
Il passaggio di Vigevano prima all'Austria e poi al regno sabaudo determinò anche la scelta dei vescovi. Nella prima metà del Settecento la diocesi fu retta da vescovi milanesi, Pier Marino Sormani (1688-1702), Gerolamo Archinto (1703-1710), Giorgio Cattaneo (1712-1730) e Carlo Bossi (1731-1753), cui seguirono i vescovi di origine piemontese, a partire da Francesco Agostino Dalla Chiesa nel 1755.
In epoca napoleonica fu eletto vescovo Nicola Saverio Gamboni, che tuttavia non fu mai confermato dalla Santa Sede.
Il 17 luglio 1817 la diocesi di Vercelli fu elevata al rango di arcidiocesi metropolitana con la bolla Beati Petri di papa Pio VII; in quest'occasione Vigevano si ampliò con 5 parrocchie, Gravellona, Casolo vecchio, Casolo nuovo, Vignarello e Villanova, cedute dalla diocesi di Novara. Il 26 settembre dello stesso anno, con il breve Cum per nostras litteras, Vigevano divenne suffraganea di Vercelli; contestualmente si ampliò ulteriormente con le parrocchie della diocesi di Pavia a destra del Ticino, e che si trovavano nel regno sabaudo. Infatti, queste decisioni furono determinate dal nuovo assetto politico della regione dopo la restaurazione e dal nuovo confine tra il Regno lombardo-veneto e il Regno di Sardegna che correva lungo il fiume Ticino.
Il primo vescovo dopo la Restaurazione fu Giovanni Francesco Toppia (1818-1828) che si adoperò per rivitalizzare la vita diocesana dopo i danni provocati dall'occupazione francese; ripristinò le visite pastorali, indisse un sinodo, curò con particolare attenzione la formazione dei sacerdoti nel seminario e rifondò le confraternite e le pie associazioni soppresse durante il regime napoleonico.
Nel 1829 la diocesi cedette la parrocchia di Gravellona Lomellina alla diocesi di Novara, a cui Gravellona era già appartenuta fino al 1817, ricevendo in cambio la parrocchia di Sozzago.
La seconda parte dell'Ottocento è segnata dall'episcopato di Pietro Giuseppe de Gaudenzi (1871-1891), uno dei più significativi del secolo: diffuse la devozione del Sacro Cuore, si impegnò nella formazione culturale e pastorale della sua diocesi con la pubblicazione di ben 155 lettere pastorali, indisse tre sinodi diocesani, promosse attività cattoliche in campo assistenziale, fondò i comitati parrocchiali e le società di mutuo soccorso, diffuse la stampa cattolica e fondò il settimanale diocesano, L'opportuno, che nel 1900 mutò nome in L'Araldo lomellino.
Il 25 aprile 1939, con la lettera apostolica Viglevanensium Episcopus, papa Pio XII ha proclamato San Carlo Borromeo e Sant'Ambrogio patroni principali della diocesi.
Il 17 luglio 1974 con il decreto Concilii Oecumenici della Congregazione per i vescovi è tornata a far parte della provincia ecclesiastica dell'arcidiocesi di Milano e della conferenza episcopale lombarda, lasciando quella piemontese.
Nell'aprile del 2007 la diocesi ha ricevuto la visita pastorale di papa Benedetto XVI.
Il 26 giugno 2016, in forza del decreto Quo aptius della Congregazione per i vescovi, ha ceduto la parrocchia di Sozzago alla diocesi di Novara, ricevendo in cambio la parrocchia di Gravellona Lomellina, ripristinando così i confini anteriori al 1829. L'8 dicembre 2023, con decreto il Quo aptius del Dicastero per i vescovi, ha acquisito 4 parrocchie dalla diocesi di Tortona.

## Cronotassi dei vescovi
Si omettono i periodi di sede vacante non superiori ai 2 anni o non storicamente accertati.
- Galeazzo Pietra † (24 maggio 1530 - 27 ottobre 1552 deceduto)
- Maurizio Pietra † (27 ottobre 1552 succeduto - 20 maggio 1576 deceduto)
- Alessandro Casale † (1º luglio 1577 - 16 febbraio 1582 deceduto)
- Bernardino Bricennio (Brisseno) † (5 novembre 1582 - 10 agosto 1588 deceduto)
- Pietro Fauno † (12 giugno 1589 - 9 settembre 1592 deceduto)
- Marsilio Landriani † (10 novembre 1593 - 27 agosto 1609 deceduto)[13]
- Giorgio Odescalchi † (26 maggio 1610 - 7 maggio 1620 deceduto)
- Francisco Romero, O.Carm. † (11 gennaio 1621 - 16 luglio 1635 deceduto)
  - Sede vacante (1635-1648)
- Juan Gutiérrez † (18 maggio 1648 - 20 marzo 1649 deceduto)
  - Sede vacante (1649-1654)
- Gabriel Adarzo de Santander, O. de M. † (9 marzo 1654 - 24 settembre 1657 nominato arcivescovo di Otranto)
- Attilio Pietrasanta, O.Cist. † (28 luglio 1659 - 23 novembre 1666 deceduto)
- Gerolamo Visconti † (3 ottobre 1667 - 26 ottobre 1670 deceduto)
- Giovanni Rasini † (1º luglio 1671 - 18 novembre 1672 deceduto)
- Juan Caramuel y Lobkowitz, O.Cist. † (25 settembre 1673 - 7 settembre 1682 deceduto)
- Ferdinando de Roxas † (20 dicembre 1683 - 30 dicembre 1685 deceduto)
- Pier Marino Sormani, O.F.M. † (11 ottobre 1688 - 12 agosto 1702 deceduto)
- Gerolamo Archinto † (5 marzo 1703 - 22 ottobre 1710 deceduto)
- Giorgio Cattaneo † (2 marzo 1712 - 7 novembre 1730 deceduto)
- Carlo Bossi † (18 giugno 1731 - 7 ottobre 1753 deceduto)
- Francesco Agostino Dalla Chiesa † (17 febbraio 1755 - 11 agosto 1755 deceduto)
- Giuseppe Maria Scarampi † (18 luglio 1757 - 18 febbraio 1801 deceduto)
  - Sede vacante (1801-1807)
  - Nicola Saverio Gamboni † (18 settembre 1803 - 11 gennaio 1807 nominato patriarca di Venezia) (illegittimo)
- Francesco Milesi † (18 settembre 1807 - 23 settembre 1816 nominato patriarca di Venezia)
- Giovanni Francesco Toppia † (25 maggio 1818 - 20 luglio 1828 deceduto)
- Giovanni Battista Accusani † (5 luglio 1830 - 19 luglio 1843 deceduto)
- Pio Vincenzo Forzani † (25 gennaio 1844 - 15 dicembre 1859 deceduto)
  - Sede vacante (1859-1871)
- Pietro Giuseppe de Gaudenzi † (27 ottobre 1871 - 15 ottobre 1891 deceduto)
- Giacomo Merizzi † (14 dicembre 1891 - 28 novembre 1898 dimesso[14])
- Pietro Berruti † (28 novembre 1898 - 8 aprile 1921 deceduto)
- Angelo Giacinto Scapardini, O.P. † (27 agosto 1921 - 18 maggio 1937 deceduto)
- Giovanni Bargiggia † (6 luglio 1937 - 11 aprile 1946 deceduto)
- Antonio Picconi † (13 giugno 1946 - 21 aprile 1952 deceduto)
- Luigi Barbero † (26 luglio 1952 - 1º aprile 1971 deceduto)
- Mario Rossi † (4 agosto 1971 - 19 agosto 1988 deceduto)
- Giovanni Locatelli † (12 novembre 1988 - 18 marzo 2000 ritirato)
- Claudio Baggini † (18 marzo 2000 - 12 marzo 2011 ritirato)
- Vincenzo Di Mauro (12 marzo 2011 succeduto - 21 luglio 2012 dimesso)[15]
- Maurizio Gervasoni, dal 20 luglio 2013

## Statistiche
La diocesi nel 2022 su una popolazione di 187.330 persone contava 178.650 battezzati, corrispondenti al 95,4% del totale.
| anno | popolazione | popolazione | popolazione | presbiteri | presbiteri | presbiteri | presbiteri                | diaconi | religiosi | religiosi | parrocchie |
| anno | battezzati  | totale      | %           | numero     | secolari   | regolari   | battezzati per presbitero | diaconi | uomini    | donne     | parrocchie |
| ---- | ----------- | ----------- | ----------- | ---------- | ---------- | ---------- | ------------------------- | ------- | --------- | --------- | ---------- |
| 1950 | 182.000     | 183.000     | 99,5        | 30         | 15         | 15         | 6.066                     |         | 20        | 200       | 200        |
| 1969 | 186.220     | 186.389     | 99,9        | 185        | 162        | 23         | 1.006                     |         | 31        | 486       | 81         |
| 1980 | 183.678     | 183.871     | 99,9        | 163        | 142        | 21         | 1.126                     |         | 24        | 384       | 94         |
| 1990 | 176.402     | 176.806     | 99,8        | 146        | 126        | 20         | 1.208                     |         | 22        | 319       | 87         |
| 1999 | 174.000     | 176.000     | 98,9        | 127        | 117        | 10         | 1.370                     | 3       | 11        | 253       | 87         |
| 2000 | 174.000     | 176.000     | 98,9        | 131        | 120        | 11         | 1.328                     | 8       | 12        | 248       | 87         |
| 2001 | 174.000     | 175.900     | 98,9        | 130        | 119        | 11         | 1.338                     | 8       | 12        | 225       | 87         |
| 2002 | 174.200     | 177.477     | 98,2        | 124        | 116        | 8          | 1.404                     | 8       | 9         | 221       | 87         |
| 2003 | 173.600     | 176.855     | 98,2        | 123        | 113        | 10         | 1.411                     | 8       | 11        | 216       | 87         |
| 2004 | 173.055     | 175.950     | 98,4        | 122        | 111        | 11         | 1.418                     | 8       | 12        | 213       | 87         |
| 2010 | 179.179     | 188.900     | 94,9        | 114        | 103        | 11         | 1.571                     | 10      | 12        | 157       | 87         |
| 2014 | 183.400     | 193.000     | 95,0        | 109        | 98         | 11         | 1.682                     | 13      | 12        | 155       | 87         |
| 2017 | 182.200     | 191.800     | 95,0        | 106        | 97         | 9          | 1.718                     | 14      | 9         | 135       | 87         |
| 2020 | 181.000     | 189.800     | 95,4        | 103        | 92         | 11         | 1.757                     | 13      | 12        | 119       | 87         |
| 2022 | 178.650     | 187.330     | 95,4        | 96         | 88         | 8          | 1.860                     | 13      | 10        | 112       | 87         |